# Sobór Ikony Matki Bożej „Znak” w Kursku
Sobór Ikony Matki Bożej „Znak” – prawosławny sobór w Kursku, zabytek XIX-wiecznej architektury empire, katedra eparchii kurskiej Rosyjskiego Kościoła Prawosławnego. 

## Historia
Sobór został wzniesiony w latach 1816–1826 na miejscu starszej cerkwi pod tym samym wezwaniem, w kompleksie męskiego monasteru Ikony Matki Bożej „Znak”. Główną fundatorką świątyni była hrabina Anna Orłowa-Czesmeńska, zaś pracami budowlanymi kierował przełożony monasteru archimandryta Palladiusz (Bielewcow), który w życiu świeckim był oficerem artylerii. W 1826 r. budynek został wyświęcony. W 1832 r. stał się soborem katedralnym eparchii kurskiej, gdy siedziba eparchii biełgorodzkiej została przeniesiona do Kurska, a rezydencja biskupa – do monasteru Ikony Matki Bożej „Znak”.
Monaster był czynny do 1918 r., gdy został zamknięty przez władze radzieckie. Sobór pozostał czynny do lat 30. XX wieku, gdy przebudowano go na kino. Podczas przebudowy budynku zburzono dwie cerkiewne dzwonnice i cztery mniejsze kopuły. Podczas II wojny światowej budynek kina został spalony przez hitlerowców. W 1956 r. budynek został odbudowany. Funkcje świeckie pełnił do 1992 r., gdy został zwrócony Cerkwi. Przywrócono mu następnie pierwotny wygląd.

## Architektura

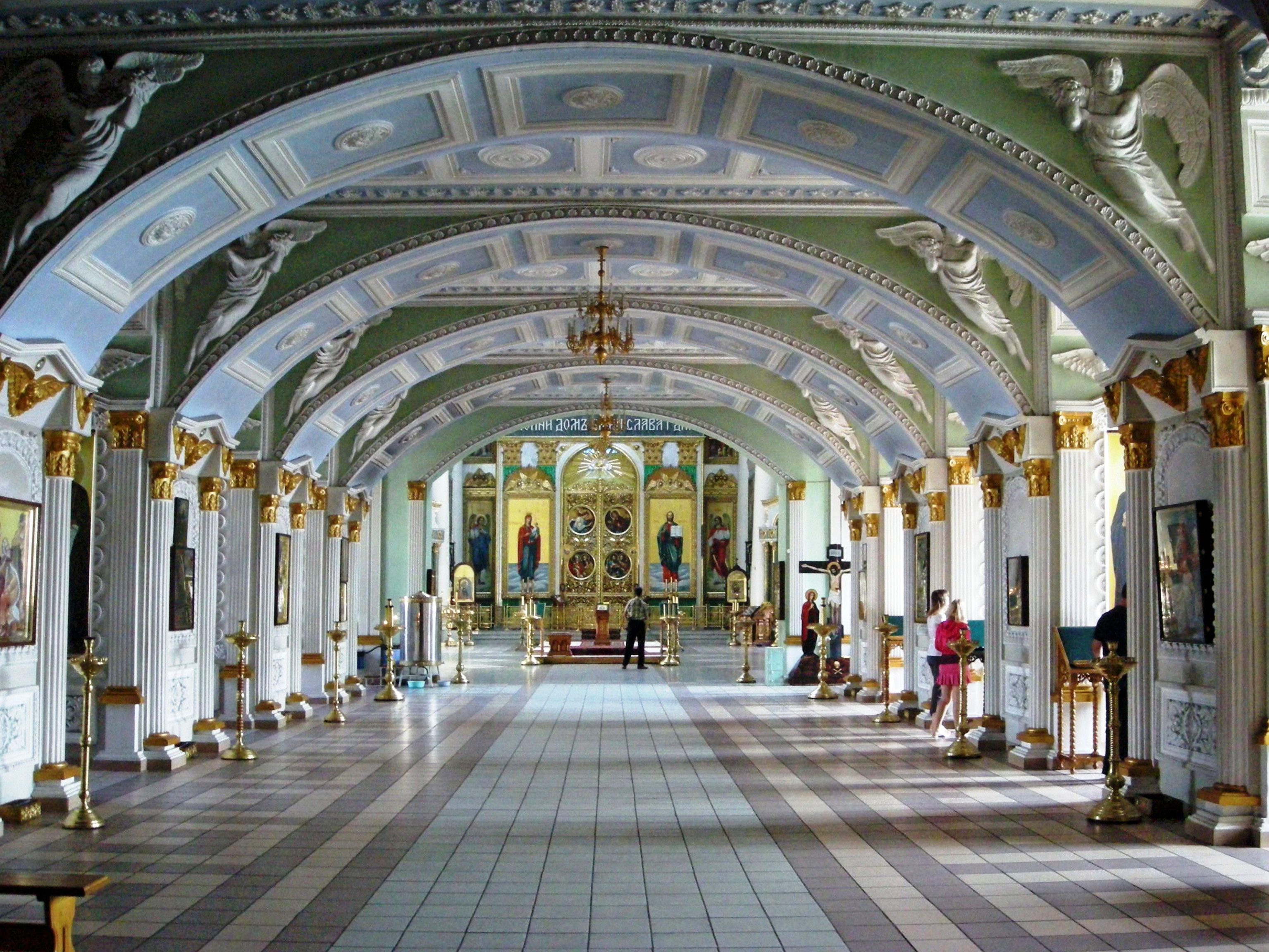
Wnętrze (2009)

Sobór został wzniesiony w stylu empire, na planie krzyża. Wysokość budynku to 43 metry. Wejście do soboru prowadzi od strony południowej, przez fronton z sześcioma kolumnami. Z zewnątrz świątynia zdobiona jest pilastrami i półkolumnami w porządku korynckim. Główny ołtarz wyświęcono ku czci Ikony Matki Bożej "Znak", poza nim w soborze znajdują się ołtarze św. Mitrofana, św. Mikołaja oraz św. Tichona Zadońskiego i św. Serafina z Sarowa. 
Na ścianach we wnętrzu soboru namalowano sceny o tematyce biblijnej, przestrzeń ścian rozdzielają półkolumny. Jedynie w bębnie, na którym posadowiona jest główna kopuła, zamiast fresków znalazły się 23 obrazy naklejone na ściany. Ikony w głównym ikonostasie soboru napisał Karł Briułłow. Konstrukcja głównego ikonostasu odlana jest z żeliwa i pozłocona, przed ołtarzami bocznymi znajdują się ikonostasy drewniane.
W Rosji przedrewolucyjnej sobór był jedną z dziesięciu największych w kraju świątyń prawosławnych. W nabożeństwie w nim mogło równocześnie brać udział 5 tys. wiernych.